# Bahnhof Buchholz (Nordheide)
Der Bahnhof Buchholz (Nordheide) ist ein wichtiger Personenbahnhof in der Stadt Buchholz in der Nordheide. Er liegt an der Hauptstrecke von Bremen nach Hamburg. In ihm zweigen die Heidebahn nach Soltau und die Güterstrecke nach Maschen ab.

## Lage
Der Bahnhof liegt zentral in Buchholz und am südöstlichen Rand der Innenstadt, ungefähr 300 Meter von der Empore und der Buchholz Galerie und etwa 600 Meter vom Rathaus entfernt. Der Bahnhof ist leicht zu Fuß oder mit dem Fahrrad von vielen Teilen der Stadt aus erreichbar. Die zentrale Lage macht den Bahnhof zu einem wichtigen Verkehrsknotenpunkt für Pendler und Reisende in der Region.

## Geschichte

### 19. Jahrhundert
Der Bahnhof wurde am 1. Juni 1874 als Bahnhof an der Strecke Bremen–Harburg eröffnet. Wenig später, am 31. Dezember 1874, wurde Richtung Osten die Strecke nach Wittenberge über Lüneburg eröffnet; aus Buchholz wurde ein Abzweigbahnhof in Form eines Keilbahnhofes.
Vor der Verstaatlichung der Eisenbahn 1881, gab es in Buchholz zwei separate Bahnhofteile mit eigenen Empfangsgebäuden, welche heute nicht mehr existieren. Beide Bahnhofsteile wurden von zwei unterschiedlichen privaten Eisenbahnbetreibern errichtet – einer von der Köln-Mindener Eisenbahn-Gesellschaft und einer von der Berlin-Hamburger Eisenbahn-Gesellschaft. Das nördliche Bahnhofsgebäude der Köln-Mindener Eisenbahn-Gesellschaft war ein kleiner, provisorischer Fachwerkziegelbau mit Satteldach. Angeschossen war das Gebäude an zwei Hauptfahrgleise mit einigen Nebenfahrgleisen. Zusätzlich gab es noch eine Betriebswerkstatt mit einem zweiständigen Lokschuppen, eine Wasserstation, Drehscheibe und Kohleschuppen. Das gegenüberliegende Gebäude der Berlin-Hamburger Eisenbahn-Gesellschaft war ein verschiefertes zweistöckiges Gebäude mit Satteldach. Ebenfalls gab es auf der Südseite Haupt- und Nebengleise, Lokbehandlungsanlagen und ein Betriebswerk mit Drehscheibe. Auch darüber hinaus blieb der Buchholzer Bahnhof in Nord- und Südseite geteilt.
Im Jahr 1897 wurde auf der nördlichen Bahnhofseite ein Wasserturm erbaut, um Dampflokomotiven über mehrere Wasserkräne an den Bahnsteigen und im Bahnbetriebswerk zu versorgen. Um den Wasserdruck für eine schnellere Versorgung größerer Lokomotiven zu erhöhen, wurde der Wasserturm in den 1930er Jahren erhöht. Der Turm wurde 1974 abgebaut.
Im Jahr 1899 errichtete die Firma Rütgers GmbH südlich, in unmittelbarer Nähe zum Bahnhof ein Imprägnierwerk für Telegraphenmasten und Bahnschwellen. Seit der Schließung des Produktionsstandortes 1986 liegt das ehemalige Gelände brach.

### 20. Jahrhundert
Am 30. September 1901 kam die Strecke nach Soltau hinzu, 1902 die Strecke nach Bremervörde; beide Strecken münden aus Westen in den Bahnhof ein, wobei letztere sowohl die Bahnstrecke Hamburg–Bremen als auch die Strecke nach Soltau auf je einer Brücke überquerte. Diese Brücken führten auch zur Einstellung der Strecke nach Bremervörde 1968, weil die Elektrifizierung der Hamburg–Bremer Strecke eine neue Brücke erforderlich gemacht hätte. Die Brücke über die Heidebahn wurde 2018 wegen Baufälligkeit abgerissen. Die Strecke nach Lüneburg wurde 1975 bis Jesteburg zu einer Zufahrt zum Rangierbahnhof Maschen ausgebaut, der Personenverkehr Richtung Lüneburg endete 1981, der Güterverkehr 1994.
Das Bahnhofsgebäude, dessen Kern bis heute noch steht, wurde 1904 von der preußischen Staatsbahn erbaut. Der Bau eines gemeinsamen Gebäudes war bereits 30 Jahre zuvor beschlossen worden, als die Köln-Mindener Eisenbahn-Gesellschaft und die Berlin-Hamburger Eisenbahn-Gesellschaft den Betrieb aufnahmen. Das Eingangsportal war mit großen bunten Glasfenstern im Jugendstil ausgestattet. In dem Gebäude war ein Wartesaal erster und ein Wartesaal zweiter Klasse untergebracht. Diese waren mit Kachelöfen und Verpflegungsständen für die Reisenden ausgestattet. Auch ein Restaurant war in dem Gebäude untergebracht. Das Gebäude der Köln-Mindener Eisenbahn-Gesellschaft wurde abgerissen, das der Berlin-Hamburger Eisenbahn-Gesellschaft als Wohnhaus genutzt. Bis heute wurde das Bahnhofsgebäude mehrfach renoviert, erweitert und baulich angepasst.
1912 nahm in Buchholz auch ein Bahnbetriebswerk die Arbeit auf. Zeitgleich wurden die Anlagen um einen zwölfgleisigen Vorbahnhof auf der Westseite erweitert. Für den Betrieb des Bahnhofs waren zu dieser Zeit 9 mechanische Stellwerke zuständig. Während des Ersten Weltkriegs wurde in Buchholz der Bahnhof umfassend umgebaut. Buchholz erhielt unter anderem einen Fußgängertunnel, welcher den Hausbahnsteig mit den beiden Inselbahnsteigen an Gleis 3 und 6 bzw. 7 und 10 und den Gleisen auf der Südseite des Bahnhofs verband. Der südliche Teil des Tunnels wurde mit dem Ausbau der Strecke nach Jesteburg geschlossen.
1918 wurde trotz finanzieller Engpässe aufgrund des Krieges in Buchholz der heute zu Wohneinheiten umgebaute Ringlokschuppen mit 14 Stellplätzen und Drehscheibe erbaut. Dieser ermöglichte es, Dampflokomotiven ganzjährig zu warten und im Winter vor Frostschäden zu schützen. Zwischen den 1950er-Jahren und 1980er-Jahren wurden in dem Lokschuppen vor allem Güter- und Personenzüge, wie Triebwagen und Schienenbusse, untergebracht. Ab 1960 wurde der Lokschuppen dem Bahnbetriebswerk Hamburg-Harburg zugeordnet. Zeitweise wurde in dem Lokschuppen auch der Salonwagen von Kronprinz Wilhelm oder ein historischer Teakholz-Speisewagen untergestellt. Die aktive Nutzung endete in den 1080er-Jahren. Darüber hinaus gab es in Buchholz noch eine Ausbesserungswerkstatt und eine Bahnmeisterei.

### Nationalsozialismus und Zweiter Weltkrieg
Während des Zweiten Weltkriegs musste das Bahnbetriebswerk in Buchholz betriebsfähige Lokomotiven an die Front abgeben. Dafür erhielt man in Buchholz Beuteloks aus den eroberten Ländern wie Frankreich, Belgien und Polen. Nach Kriegsende standen die zahlreichen verschiedenen Loks auf dem Gelände des Bahnbetriebswerks. Diese Sammlung aus Kriegslokomotiven und Schnellzugmaschinen entwickelte sich in den 1950er Jahren, als Lokomotiven aus ganz Norddeutschland, sowie weitere Dampflokomotiven mit der Elektrifizierung der Strecke 1968 hinzukamen, zu einem Lokfriedhof. Aus Sicherheitsgründen, da immer wieder Kinder auf den Lokomotiven spielten, löste man diesen Lokfriedhof kurze Zeit später auf.
Der Bahnhof erlangte während des Krieges eine bedeutende Rolle für Militärtransporte. Außerdem waren zwischen 1942 und 1943 zahlreiche Zwangsarbeiter eingesetzt: Von den damals 2500 bis 3000 Einwohnern hatte mindestens ein Viertel eine ausländische Herkunft. 650 zivile Arbeitskräfte kamen aus Ländern wie Frankreich, Belgien, Niederlande, Polen und der Sowjetunion, hinzu kamen etwa 150 Kriegsgefangene. Obwohl ab Sommer 1944 von alliierten Luftstreitkräften gezielt Verkehrsinfrastruktur angegriffen und Buchholz mehrfach von britischen Luftangriffen getroffen wurde, blieb die zentrale Infrastruktur, anders als in Hamburg und Wilhelmsburg, in Buchholz intakt.
Gegen Ende des Zweiten Weltkriegs, ab November 1944 bis April 1945, wurden verschiedene Räumungstransporte aus dem KZ Neuengamme und den dazugehörigen Außenlagern über den Buchholzer Bahnhof in das KZ Bergen-Belsen durchgeführt. Die eingleisige Heidebahn zwischen Buchholz und Soltau war seit 1941 eine der wichtigsten Transportrouten zum KZ Bergen-Belsen.
Als die Nazis im April 1945 vor den Siegermächten flüchteten, ließen sie diverse zerstörte Waggons um den Bahnhof zurück.

### Nachkriegszeit
Am 4. Februar 1958 schrieb die HAN, dass Buchholz den „mit Abstand größten Bahnhof im Kreis Harburg“ besäße. Reisende konnten von Buchholz aus ohne Umstieg direkt nach Hamburg, Bremen, Osnabrück, Soltau, Hannover, Altenbeken, Düsseldorf, Lüneburg oder Bremervörde. Die Bahn beschäftigte zu dieser Zeit ungefähr 650 Bedienstete in Buchholz, dies entsprach etwa ein Drittel der Einwohner, die in Buchholz ihren Unterhalt bei der Bahn verdienten.
Von 1962 bis 1984 existierte in Buchholz auch eine Schule der Bundesbahn, welche für die Weiterbildung von Personal des nichttechnischen Dienstes verantwortlich war. Nach der Schließung zog dort bis 2008 die Zivildienstschule Buchholz (Nordheide) ein. Die Räumlichkeiten wurden 2015 abgerissen.
Im Jahr 1971 wurde in Buchholz das bis heute für den Bahnverkehr zuständige Spurplanstellwerk Bhf eröffnet. 1983 wurde in Buchholz die heutige Järvenpää-Brücke (ehem. Tigerbrücke) eröffnet und im Juni 1986 wurde das dritte Gleis in zwischen Buchholz und Rotenburg in Betrieb genommen. Seitdem nutzt die DB Systemtechnik das dritte Gleis zwischen Buchholz und Rotenburg für Versuchsfahrten, insbesondere zur Prüfung der Bremstechnik neuer Züge. Der Bahnhof Buchholz bleibt dadurch eine bedeutende Drehscheibe im deutschen Schienennetz, auf der zahlreiche innovative Modelle, wie ICE-, Talgo- und Thalys-Züge, erstmals getestet wurden. Auch internationale Fahrzeuge, darunter französische Nahverkehrszüge und chinesische Rangierloks, wurden auf dieser Strecke getestet.
Im Februar 1979 beeinträchtigte ein schwerer Schneesturm den Verkehr in Norddeutschland erheblich. Die Deutsche Bundesbahn bemühte sich in Buchholz intensiv, den Zugbetrieb aufrechtzuerhalten. Während die Hauptstrecke trotz Verspätungen weiterhin befahrbar blieb, musste der Verkehr auf den Nebenstrecken nach Lüneburg und Soltau zeitweise eingestellt werden. Mit Ersatzgarnituren, bestehend aus ein bis zwei Personenwagen und Lokomotiven an beiden Enden, sowie dem Einsatz von Schneepflügen wurde der Betrieb dennoch weitgehend aufrechterhalten. Ein Räumzug aus Buchholz, bestehend aus drei Lokomotiven und zwei Schneepflügen, räumte die Strecke Richtung Lüneburg frei. Dank des Einsatzes der Bahnbediensteten konnte der Zugverkehr schrittweise normalisiert werden.
1998 mussten die 1927 errichteten Bahnsteigüberdachungen aus Holz an Gleis 1, 3 und 6 aufgrund eines Statik-Gutachtens kurzfristig abgerissen werden, da diese im Gutachten als einsturzgefährdet eingestuft worden waren. Während dieser Baumaßnahmen wurden die betroffenen Gleise gesperrt.

### 21. Jahrhundert
Für die Generalmodernisierung der Strecke zwischen Buchholz und Harburg 2004 wurde die Strecke erneut 8 Monate gesperrt, währenddessen wurden alle Züge über Jesteburg und Maschen umgeleitet. Um den schienengebundenen Personennahverkehr während den Baumaßnahmen weiterhin sicherzustellen, wurde an Gleis 29 im südlichen Teil des Bahnhofs ein provisorischer Bahnsteig aus Holz errichtet, sowie der Bahnsteig 11 verlängert. 2006 kam mit der Wohlau-Brücke eine weitere Fußgängerbrücke am Bahnhof Buchholz hinzu, welche einen barrierefreien Umstieg ermöglicht, da der Fußgängertunnel 2005 endgültig stillgelegt und versiegelt wurde. Im selben Jahr wurde der Bahnhof mit dem Modernisierungsprogramm „Niedersachsen ist am Zug“ erneut modernisiert.
In dem 2021 veröffentlichten Entwurf einer Infrastrukturliste zum dritten Gutachterentwurf des Deutschlandtaktes ist eine Überwerfung zur niveaufreien Führung der Züge von Maschen Richtung Rotenburg unterstellt. Dafür sind – zum Preisstand von 2015 – Investitionen von 135 Millionen Euro vorgesehen.
Nach einer mehrwöchigen Sperrung der Strecke nach Hamburg 2022 hat der Verwaltungsausschuss der Stadt Buchholz beschlossen, sich bei der Deutschen Bahn und der niedersächsischen Landesregierung einzusetzen, den Bahnsteig an Gleis 11 zu verlängern. Während der Sperrung der Strecke wurden die Züge des Metronom über Jesteburg umgeleitet und konnten an dem zu kurzen Bahnsteig 11 in Buchholz aus Sicherheitsgründen nicht halten. Stattdessen wurde ein Schienenersatzverkehr nach Sprötze eingerichtet.

### Bedienung und Rollmaterial
Nach der Aufnahme des Zugverkehrs 1874 gab es täglich nur fünf Zugpaare, in Richtung Hamburg und Bremen jeweils drei Personenzüge, einen Schnellzug und einen Courierzug.
1914 gab es auf der Strecke Buchholz – Wittenberge täglich 6 Züge, welche Buchholz in Richtung Wittenberge verlassen haben und 7 Züge, welche in Buchholz angekommen sind. Ein Zug wurde zusätzlich werktags als Verstärker von Lüneburg bis Buchholz eingesetzt. Aus Buchholz in Richtung Hannover fuhren täglich 11 Züge. Zwischen Hamburg Hannoverscher Bahnhof und Buchholz gab es täglich 14 Züge in beide Richtungen. Darüber hinaus gab es etwa 18 Direktverbindungen nach Altona und Bremen. Auf der Strecke in Richtung Bremervörde führen täglich 5 Züge ab Buchholz und 5 Züge kamen aus Bremervörde in Buchholz an.
1939 gab es zwischen Buchholz und Hamburg täglich 8 Verbindungen ab Hamburg in Richtung Buchholz und 10 Verbindungen ab Buchholz in Richtung Hamburg. In Richtung Lüneburg fuhren 11 Züge ab, aus Richtung Lüneburg kamen 14 Züge im Buchholzer Bahnhof an. Ein ähnliches Angebot gab es auch auf der Strecke nach Soltau, 10 Züge fuhren in Richtung Soltau ab und 12 Züge kamen im Bahnhof an. Zwischen Buchholz und Bremervörde fuhren 7 Züge je Richtung. Auch war es 1939 möglich ab Buchholz ohne Umstieg nach Kiel, Hamburg, Bremen, Osnabrück, Münster oder Köln zu fahren.
Anfang der fünfziger Jahre präsentierte die Waggonfabrik Uerdingen ihren neuartigen Schienenbus, einen zweiachsigen Triebwagen in Leichtbauweise mit unterflur angeordneten Dieselmotoren. Bereits 1950 waren erste Prototypen in Buchholz in der Nordheide zu sehen. Ab 1953 wurden zwölf einmotorige Fahrzeuge mit Beiwagen auf den Nebenstrecken in Betrieb genommen und lösten unter anderem ältere Vorkriegstriebwagen ab. Drei Jahre später folgten leistungsstärkeren, zweimotorigen Varianten inklusive Steuerwagen, die bis zum Ende der achtziger Jahre in Betrieb waren. Die Instandhaltung dieser Schienenbusse erfolgte im Bahnbetriebswerk Buchholz, welches mit der Einführung der neuen Heidebahn geschlossen wurde. Trotz ihres Rufes als „Retter der Nebenbahnen“ konnten die Uerdinger Schienenbusse die Stilllegung der Strecken nach Bremervörde und Lüneburg letztendlich nicht verhindern.
Bis ins Jahr 2000 waren auf der schnellen Regional-Express-Verbindung Hamburg-Altona – Bremen Hbf ebenso wie auf der Regionalbahn Hamburg-Harburg – Tostedt modernisierte wie unmodernisierte n-Wagen mit einer Elektrolokomotive durch die DB Regio im Einsatz. Erstere wurde bereits im Jahre 2000 auf klimatisierte Doppelstockwagen des Herstellers Bombardier umgestellt, auf der Regionalbahn konnten sich die n-Wagen bis ins Jahr 2007 halten.
Seit dem Fahrplanwechsel 2003 bzw. dem Fahrplanwechsel 2007 übernimmt die Metronom Eisenbahngesellschaft mbH aus Uelzen die Leistungen des RE Hamburg – Bremen und der RB Hamburg – Tostedt mit Fahrzeugen aus dem Fahrzeugpool der Landesnahverkehrsgesellschaft. Bis Ende 2011 bediente die DB Regio noch stündlich den Bahnhof Buchholz mit Dieseltriebwagen der Baureihe 628.4 auf der Relation Buchholz – Soltau (Han) – Bennemühlen, ehe dann auch zum Fahrplanwechsel 2011 die erixx GmbH hier den Betrieb übernahm. Zum Fahrplanwechsel 2021 wechselte die Strecke zurück in den DB-Konzern, die seitdem von der Regionalverkehre Start Deutschland GmbH betrieben wird.

### Forderungen und Zukunftsvisionen
Im Dezember 2022 forderte der Fahrgastverband Pro Bahn Schleswig-Holstein – Hamburg und im April 2024 der Fahrgastverband Pro Bahn Niedersachsen die Landesnahverkehrsgesellschaft Niedersachsen auf, für eine Kapazitätssteigerung und höheren Takt auf der Strecke Hamburg – Bremen, den Bahnhof in Buchholz umzubauen und zu erweitern. Konkret wurde gefordert, den Bahnsteig an Gleis 11 auf mindestens 220 Meter zu verlängern und einen neuen Bahnsteig an Gleis 29 mit einer Länge von ebenfalls mindestens 220 Metern zu errichten. Dies sei für die Verlängerung der Heidebahn über Jesteburg und Maschen bis nach Hamburg-Harburg wichtig, damit die Züge nicht alle an Gleis 11 halten müssten. Auch könnten bei zukünftigen Umleitungen auf den Linien RE4 und RB41 über Jesteburg die Züge weiter in Buchholz halten. Des Weiteren sprach sich der Fahrgastverband für die Errichtung eines neuen Bahnsteigs mit einer Länge von 220 Metern an Gleis 7 aus, um den Zugang zur Innenstadt zu verbessern und Fernverkehrsüberholungen zu erleichtern. Bereits im Oktober 2022 forderte der VCD Niedersachsen erstmals die Verlängerung des Bahnsteigs 11 in Bezug auf die Sperrung der Strecke aufgrund von Bauarbeiten.
Im Februar 2024 schlug der VCD Nord in einer Pressemitteilung vor, Züge aus Kiel nicht in Hamburg enden zu lassen, sondern über Buchholz nach Bremen durchzubinden. Hierbei wurde auch ein zweistündlicher Halt von Fernverkehrszügen in Buchholz vorgeschlagen.
Der Fahrgastverband Pro Bahn Schleswig-Holstein – Hamburg schlug im Juni 2024 in einer Pressemitteilung vor, unter Berücksichtigung der Diskussion zur Schaffung einer neuen Nahverkehrsverbindung in der Metropolregion Hamburg über die Güterumgehungsbahn, eine neue Regionalbahnlinie über Uetersen – Tornesch – Pinneberg – Sengelmannstraße – Barmbek – Harburg – Buchholz – Tostedt mit Batterie-Triebwagen des Typs FLIRT Akku im 30-Minuten-Takt einzuführen. Damit würde das Angebot zwischen Tostedt – Buchholz – Hamburg tagsüber von 2 auf 4 Verbindungen pro Richtung und Stunde ausgebaut werden und Fahrgäste hätten die Möglichkeit ohne Umstieg nach Barmbek, City Nord oder bis Schleswig-Holstein zu fahren.
In dem im Juni 2024 veröffentlichten SPNV-Konzept 2030+ und 2040+ der Landesnahverkehrsgesellschaft Niedersachsen ist außerdem ein Halbstundentakt auf der RB41 zwischen Hamburg – Buchholz – Tostedt vorgesehen sowie ein 15-Minuten-Takt auf der Linie RE4 zwischen Hamburg Hbf und Tostedt in der Hauptverkehrszeit.

## Ausstattung
Der Bahnhof verfügt in unmittelbarer Nähe über zwei Park & Ride-Parkhäuser, das Parkhaus Kabenhof auf der Nordseite mit 200 Stellplätzen und das Parkhaus Süd auf der Südseite des Bahnhofs mit 417 Stellplätzen. Weitere Pendlerparkplätze befinden sich in der Heinrichstraße, Rütgersstraße und unter der Canteuleubrücke. Darüber hinaus stellt die Stadt Buchholz auch abschließbare Fahrradboxen und Fahrrad-Sammelkäfige zur Verfügung. Des Weiteren schließt sich an den Bahnhof der ZOB und ein Taxenstand an.
Durch den zukünftigen Bau der Südtangente und des ZOB müssen zahlreiche Bike & Ride-Stellplätze verlagert werden. Diese sollen nach derzeitigem Planungsstand in einem neuen Parkhaus Nord sowie einer neu errichteten zweigeschossigen Fahrradstation Nord zwischen Heinrichstraße und Südtangente im Bereich einer heutigen Treppenanlage auf einem städtischen Grundstück untergebracht werden.

## Bahnanlagen

### Gleisanlagen
Der Bahnhof Buchholz (Nordheide) ist ein Keilbahnhof, in welchem die Güterstrecke aus Maschen auf die wichtige Bahnstrecke Hamburg – Wanne-Eickel trifft. Neben dem Hausbahnsteig, welcher an Gleis 1 liegt, sowie am Südende auch an Gleis 11, gibt es noch westlich von Gleis 1 den Mittelbahnsteig mit den Gleisen 3 und 6. Dieser kann über zwei Treppenaufgänge, einem am nördlichen und einem am südlichen Bahnhofsende, erreicht werden. Westlich von Gleis 6 befindet sich das Überholungsgleis 7, welches an einem stillgelegten Mittelbahnsteig liegt. Dieses kann noch über den südlichen Fußgängerübergang betreten werden. Östlich von Gleis 11 befinden sich die zwei Gleise der Bahnstrecke aus Maschen und zwei Abstellgleise für die Züge der Regionalbahnlinie 38 nach Soltau.
Die drei Bahnsteige an der Strecke Hamburg – Bremen sind rund 230 Meter lang, der Bahnsteig für die Züge der Heidebahn ist 110 Meter lang. Alle Bahnsteige haben eine Höhe von 76 Zentimetern und eingelassene Leitstreifen für sehbehinderte Menschen.

### Ringlokschuppen
Südlich der Bahnsteige ist noch aus alten Zeiten ein großes Gleisvorfeld verblieben, wobei ein Großteil der Anlagen bereits stillgelegt und teilweise zurückgebaut wurden. Der 1918 errichtete Lokschuppen des alten Bahnbetriebswerkes ist noch erhalten und wurde 2020/2021 zu einer Wohnanlage umgebaut. Das halbkreisförmige Gebäude mit anliegender Drehscheibe diente als Unterstellplatz für Lokomotiven und derer Instandhaltungsarbeiten. Die Bahn betrieb den Ringlokschuppen bis in die Mitte der 1980er-Jahre. Danach wurde das Gebäude verkauft und bis in die 2010er Jahre gewerblich genutzt. Es zählt zu einem der wenigen noch erhaltenen Denkmalbauten in Norddeutschland in dieser Form.

### Stellwerk „Bhf“
Im Osten des Bahnhofs befindet sich das dreistöckige Spurplandrucktastenstellwerk „Bhf“. Es ist ein Relaisstellwerk der Bauform Sp Dr S 60. Das Stellwerk wurde 1971 in Betrieb genommen und steuert heute nicht nur den Schienenverkehr durch den Bahnhof in Buchholz, sondern auch die Überleitstelle Jesteburg (Sp Dr S60) fern.

## Verkehrsangebot

### Schienenverkehr
Der Bahnhof wird derzeit nicht im Schienenpersonenfernverkehr bedient. Im Schienenpersonennahverkehr halten die folgenden Linien:
| Linie                    | Linienverlauf                                                                    | Takt   | EVU                                | Rollmaterial                        |
| ------------------------ | -------------------------------------------------------------------------------- | ------ | ---------------------------------- | ----------------------------------- |
| RE4                      | Hamburg Hauptbahnhof – Hamburg-Harburg – Buchholz – Tostedt – Rotenburg – Bremen | 60 min | metronom                           | Baureihe 146.1 + 7 Doppelstockwagen |
| RB41                     | Hamburg – Hamburg-Harburg – Buchholz – Tostedt – Rotenburg – Bremen              | 60 min | metronom                           | Baureihe 146.2 + 6 Doppelstockwagen |
| RB38 Heidebahn           | Hannover – Walsrode – Soltau – Schneverdingen – Buchholz (– Hamburg-Harburg)     | 60 min | Regionalverkehre Start Deutschland | LINT 41 (Baureihe 648)              |
| Stand: 10. Dezember 2023 |                                                                                  |        |                                    |                                     |

In der Hauptverkehrszeit werden zusätzlich zu diesen Regelleistungen RE4- und RB41-Verstärkerfahrten durchgeführt. Morgens in Richtung Hamburg Hbf und nachmittags aus Hamburg kommend bis Tostedt oder Rotenburg (Wümme). Zwischen August 2023 und März 2025 galt beim metronom aufgrund Personalmangels ein Ersatzfahrplan, welcher den Wegfall der Verstärkerfahrten vorsah.
Die Garnituren des RE4 und der RB41 bestehen in der Regel aus 6 bzw. 7 klimatisierten Bombardier-Doppelstockwagen. Gezogen bzw. geschoben werden diese von Elektrolokomotiven der Baureihe 146.1, 146.2 oder 147. Bis 2023 wurden alle Doppelstockwagen modernisiert und unter anderem mit neuen Sitzen und W-LAN ausgestattet.
Auf der RB38 nach Hannover werden in der Regel zwei Dieseltriebwagen des Typs Alstom Coradia LINT 41 eingesetzt. In der Nebenverkehrszeit sind jedoch auch Einfachtraktionen anzutreffen. Seit dem Fahrplanwechsel 2018 wird die RB38 am Wochenende bis Hamburg-Harburg durchgebunden.

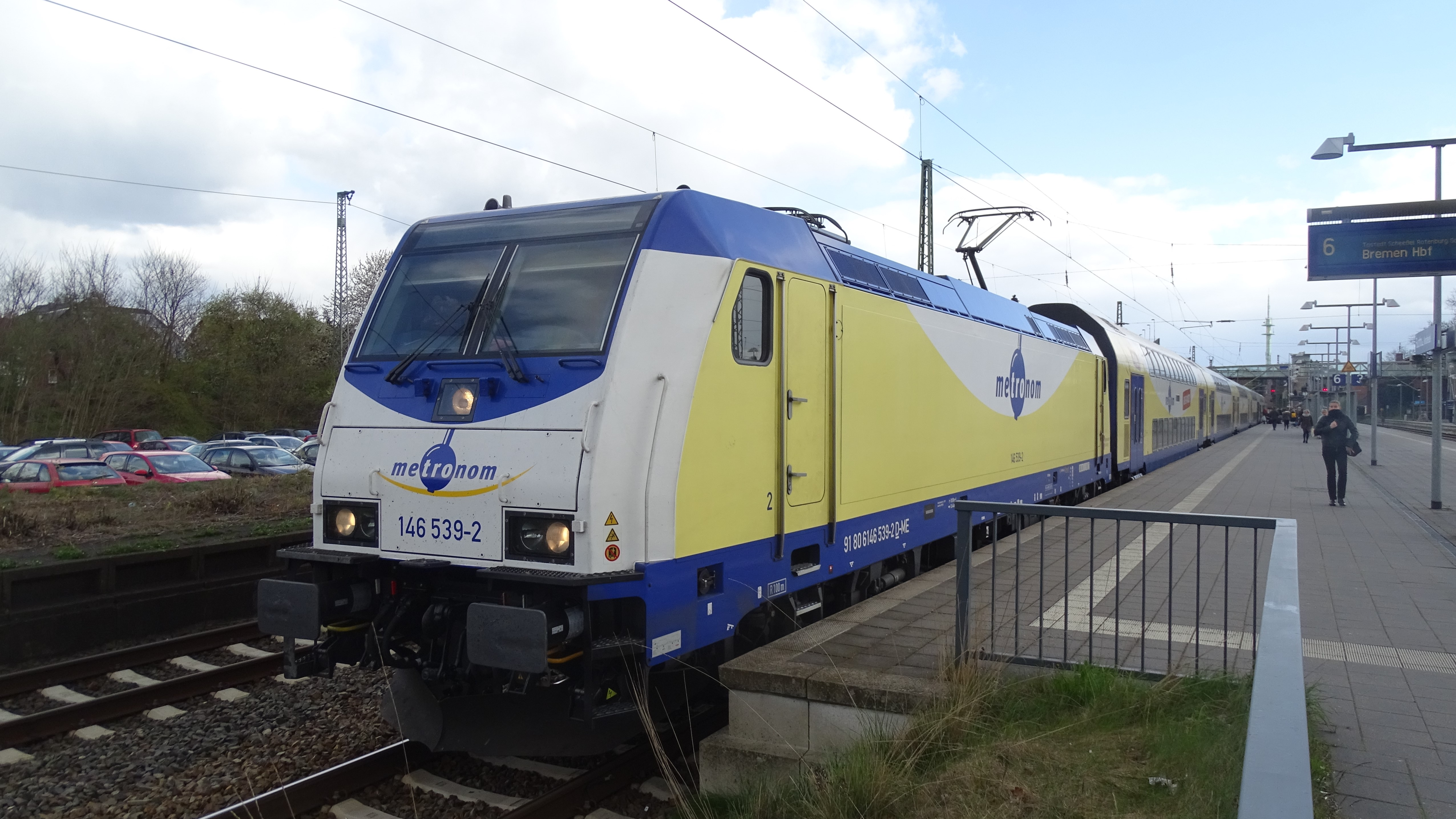
RB41 nach Bremen Hbf
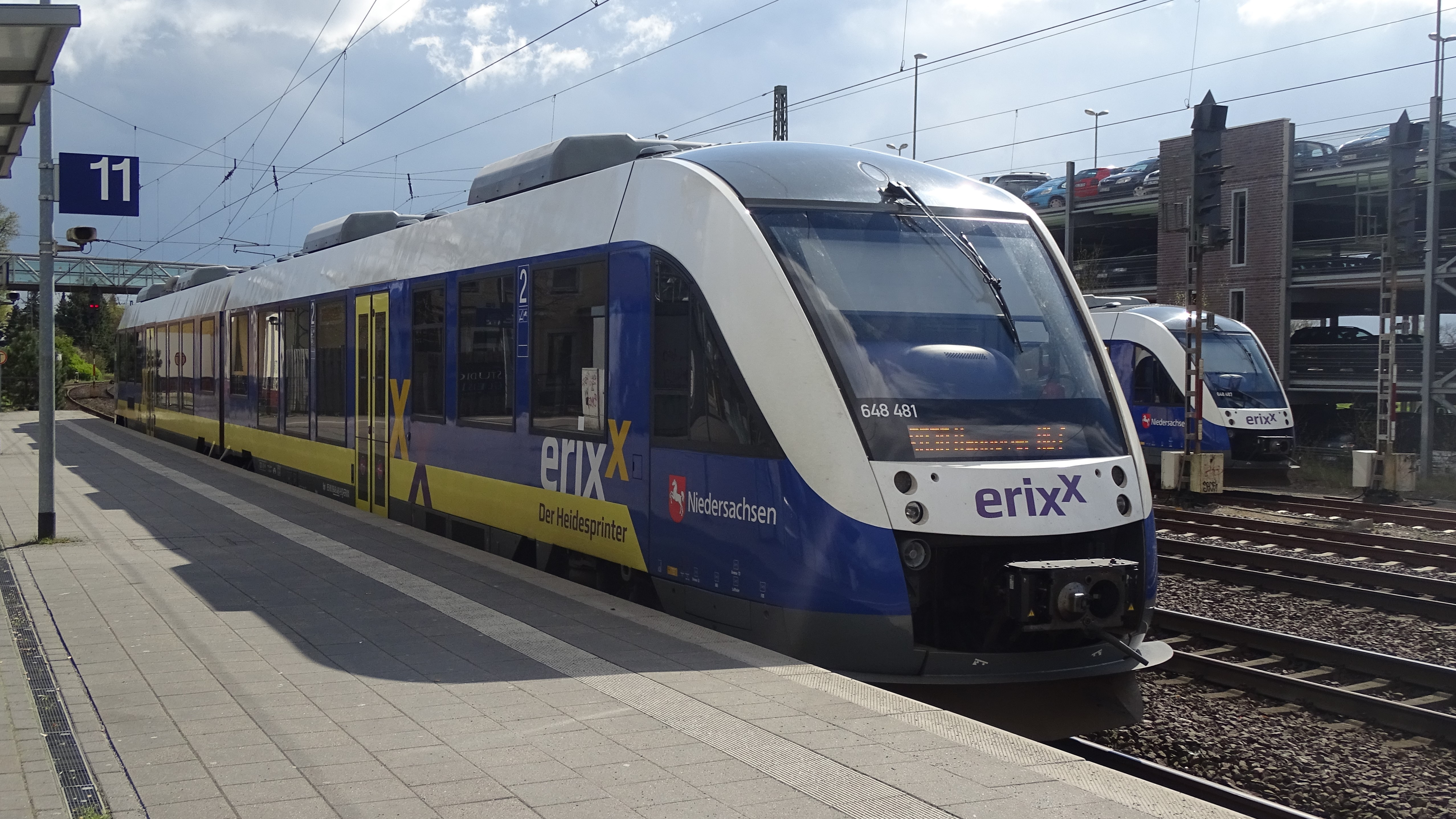
RB38 nach Hannover Hbf
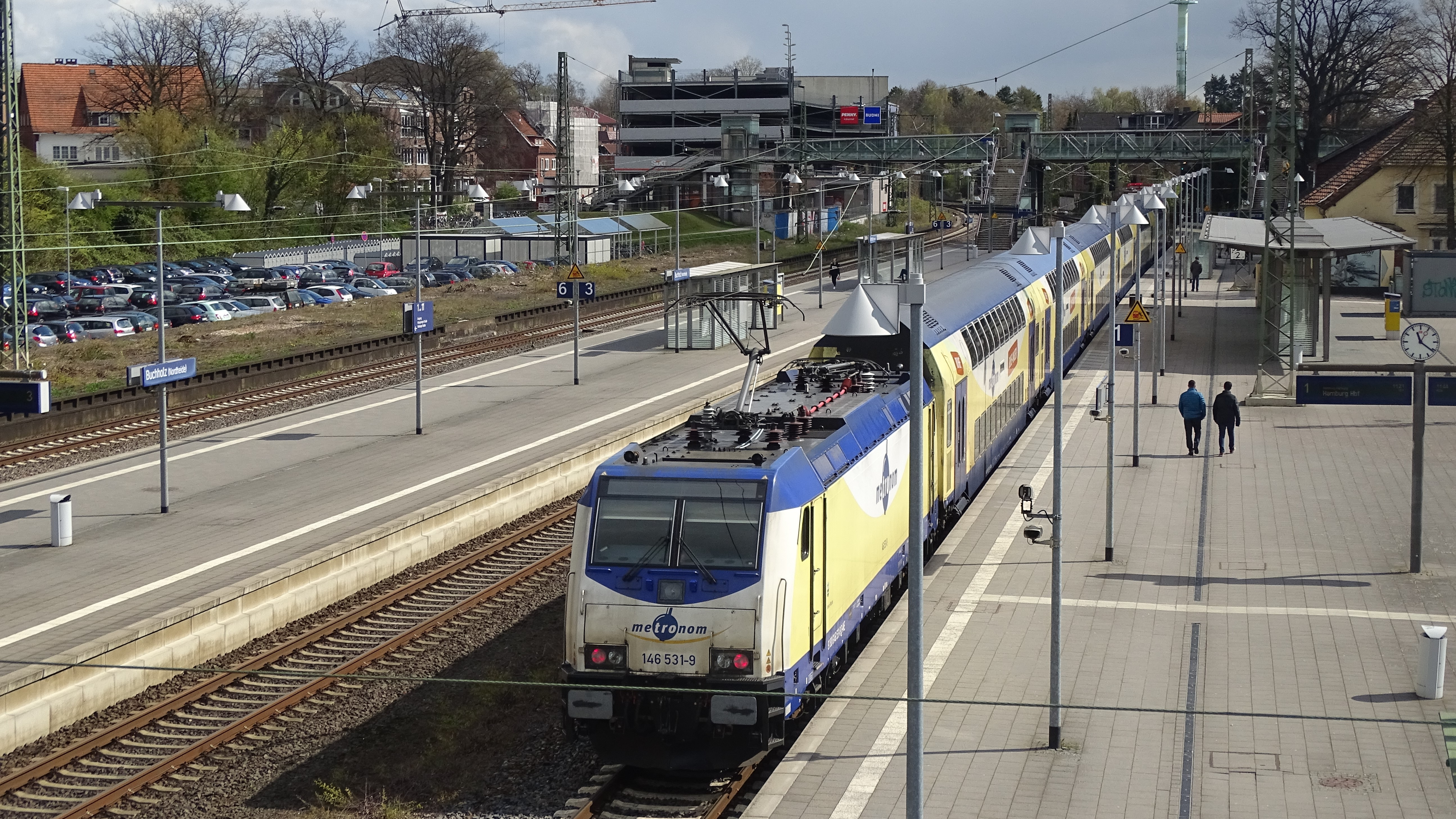
RE4 nach Hamburg Hbf

### Busverkehr
Der Bahnhof Buchholz wird werktags (von einzelnen Linien auch täglich) von zahlreichen Buslinien angefahren. Eine Vielzahl der Verbindungen ist dabei auf den Schienenverkehr abgestimmt. Der Bahnhof ist über drei Haltestellen an den Busverkehr angebunden. Alle Haltestellen heißen „Bf. Buchholz“ und haben dahinter unterschiedliche Beinamen. Die Haltestelle „Vorplatz“ liegt auf dem Bahnhofsvorplatz, direkt vor dem Bahnhofsgebäude, die Haltestelle „Lindenstraße“ in der Lindenstraße, gegenüber dem Parkhaus Kabenhof und die Haltestelle „Canteleubrücke“ auf der Canteleubrücke am Ende der Bahnhofsstraße.
| Linie                | Linienverlauf                                                                            | Betreiber                 |
| -------------------- | ---------------------------------------------------------------------------------------- | ------------------------- |
| 4037                 | Buchholz, ZOB – Bf. Buchholz (Lindenstraße) – Sprötze – Trelde – Dreestedt – Hollenstedt | KVG                       |
| 4101                 | Aschenputtelweg – Treffpunkt – Bf. Buchholz (Canteleubrücke) – Seppensen Friedhof        | Verkehrsbetriebe Buchholz |
| 4102                 | Bäckerstraße – Treffpunkt – Bf. Buchholz (Lindenstraße) – Grundschule Steinbeck          | Verkehrsbetriebe Buchholz |
| 4103                 | Möbel Kraft – Treffpunkt – Bf. Buchholz (Canteleubrücke) – Holm-Seppensen Süd            | Verkehrsbetriebe Buchholz |
| 4200                 | Buchholz, ZOB – Bf. Buchholz (Lindenstraße) – Nenndorf – Tötensen – Bf. Harburg          | KVG                       |
| 4207                 | Bf. Buchholz (Vorplatz) – Jesteburg – Hanstedt – Nindorf – Egestorf – Evendorf           | KVG                       |
| 4408                 | Bf. Buchholz (Vorplatz) – Jesteburg – Asendorf – Brackel – Tangendorf                    | KVG                       |
| 4750                 | Bf. Buchholz (Vorplatz) – Neu Wulmstorf – Finkenwerder, Airbus                           | KVG                       |
| Stand: 28. Juni 2024 |                                                                                          |                           |

Als Ergänzung zum Bus- und Bahnverkehr in Buchholz wird der Bahnhof auch ganztägig vom Anruf-Sammeltaxi (AST) angefahren. Dabei kommen normale Taxen zum Einsatz, welche mit einem AST-Zeichen in der Frontscheibe gekennzeichnet sind. Die Taxen fahren nur auf Wunsch und nach einem festgelegten Fahrplan täglich in der Zeit von 5:45 Uhr bis 0:45 Uhr. Fahrtwünsche müssen mindestens eine halbe Stunde vor der gewünschten Abfahrtszeit angemeldet werden.

## Tarif
Die Stadt Buchholz in der Nordheide ist seit Dezember 2004 Teil des Hamburger Verkehrsverbundes (HVV). Der Niedersachsentarif kommt bei Verbindungen zur Anwendung, die vollständig in seinem Gebiet liegen, die aber nicht vollständig in dem des HVV liegen.
Durch seine Nähe zu Hamburg und seine verkehrsgünstige Lage ist Buchholz leicht erreichbar, die Fahrtzeit zum Hamburger Hauptbahnhof beträgt etwa 25 Minuten.

## Gefährliche Ereignisse
Am 4. Juni 1939 kam es auf der Hauptstrecke Hamburg–Bremen in Bahnhofsnähe zu einem Zusammenprall zweier Züge. Dabei starben 15 Menschen, darüber hinaus wurden 23 Menschen verletzt.
Ende 1962 war die Dampflokomotive 50 366 des Bahnbetriebswerks Hamburg-Harburg bei Rangierarbeiten in einen Unfall verwickelt, als sie auf einen Prellbock auffuhr und im Erdreich zum Stillstand kam. Für die Bergung wurde der 90-Tonnen-Dampfkran „Hannover 6600“ aus Bremen angefordert, da die Deutsche Bahn nur über drei dieser Spezialkräne verfügte. Im Frühjahr 1963 wurde die Lokomotive mit dem Kran wieder auf die Schienen gehoben und der Tender anschließend ebenfalls geborgen. Nach der Reparatur der Gleisanlagen konnte der reguläre Betrieb wieder aufgenommen werden. Die Lokomotive wurde instand gesetzt und blieb bis zum 17. September 1966 im Dienst, bevor sie abgestellt und vermutlich auf dem angrenzenden Lokfriedhof zerlegt wurde.
Am 17. Oktober 2018 gegen 19:10 Uhr kam es im Bahnhof zu einem schweren Unfall mit einem Fernverkehrszug, bei dem eine 19-jährige Frau und ein 33-jähriger Mann aus Hamburg beim Überqueren der Gleise schwer verletzt wurden. Nach dem Unfall stand der Zug mit 430 Personen zum Teil noch am Unfallort. Die beiden schwerverletzten Personen wurden in ein Krankenhaus gebracht, weitergehend wurden auch fünf Personen aufgrund von Schockzuständen vom Rettungsdienst betreut. Nach einer zweieinhalb stündigen Sperrung konnte die Fahrt, nach Ablösung des Lokführers, fortgesetzt werden. Im Einsatz waren 40 Feuerwehrleute, Seelsorger, Sanitäter, ein Notfallmanager der Bahn und mehrere Polizeistreifen.
Am 23. September 2023, um kurz nach 21:00 Uhr, kam es zu einem Feuer in einer Regionalbahn im Bahnhof. Die rund 60 Fahrgäste konnten den Zug selbstständig verlassen, nachdem sie das Feuer bemerkt hatten. Verletzt wurde niemand, bis auf einer Bahn-Mitarbeiterin, welche durch Rauchgase leicht verletzt wurde. Da der Brandherd sich im Bereich des Motors und einer Zwischenebene befand, musste die Feuerwehr ein Teil des Bodens aufschneiden und mehrere Sitze entfernen. Ursache für den Brand war ein technischer Defekt. Der Bahnhof blieb während der Löscharbeiten für etwa eine Stunde gesperrt.

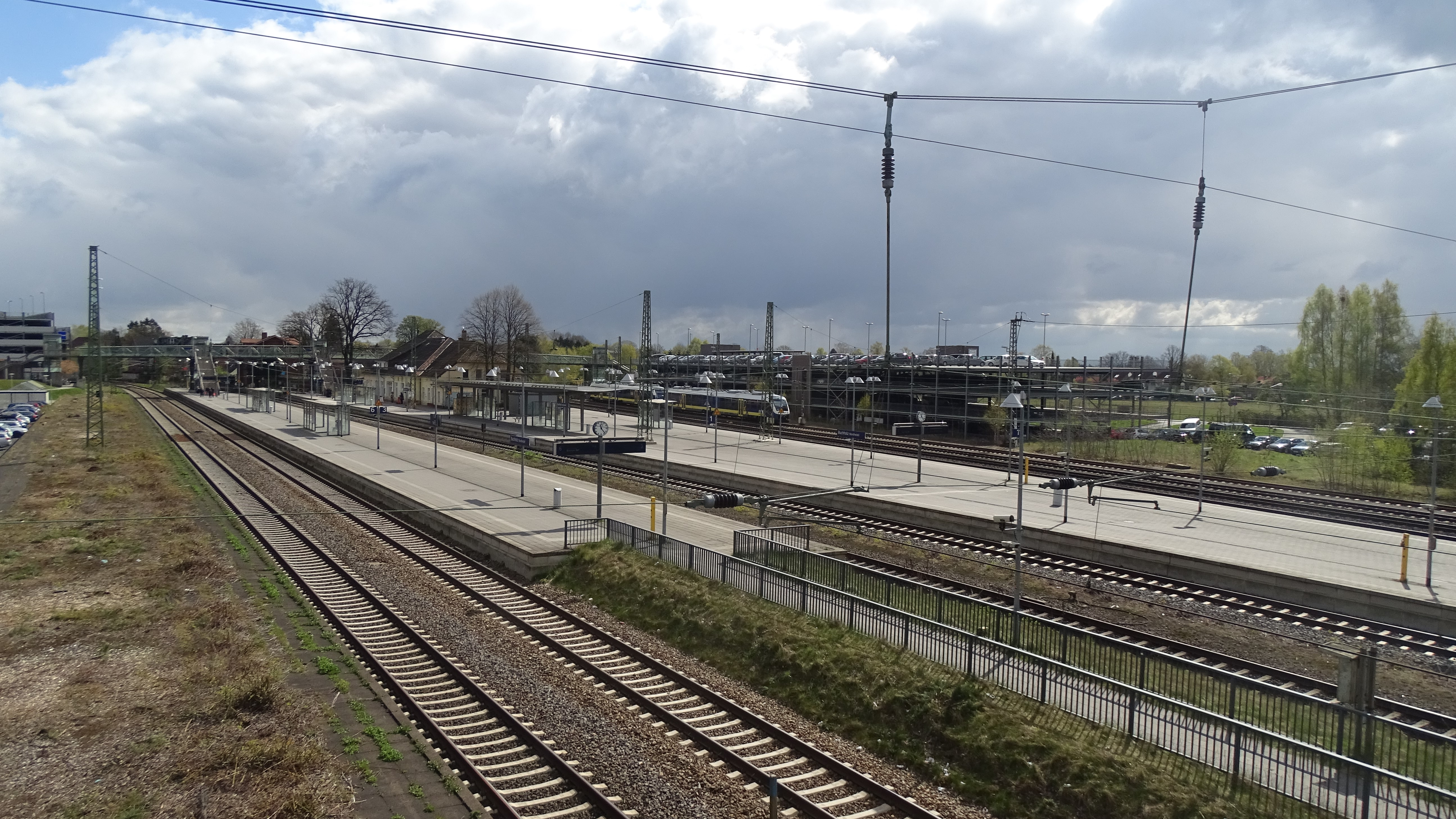
Blick auf den Bahnhof von der südlichen Fußgängerbrücke
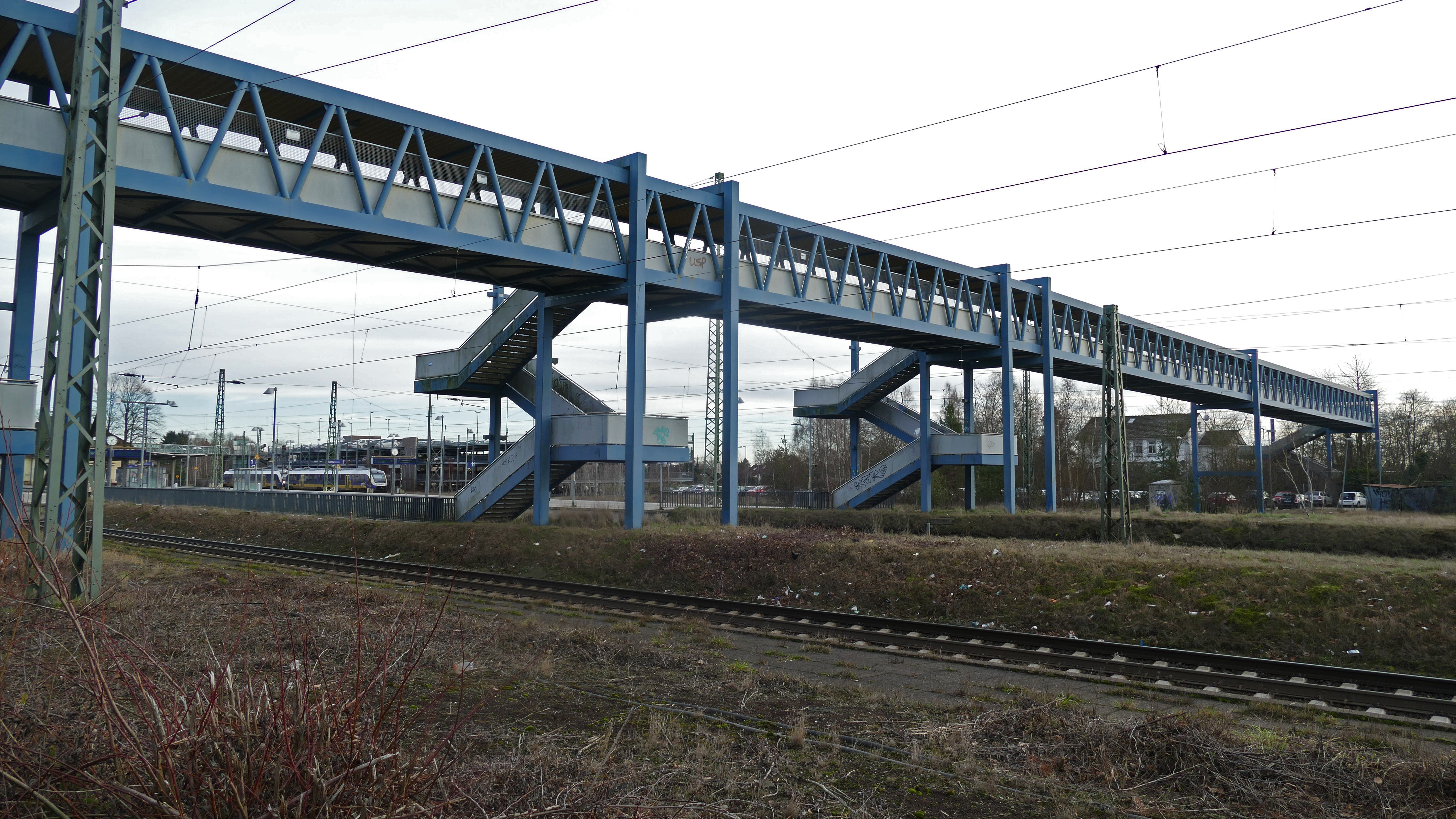
Die Fußgängerbrücke (Järvenpää-Brücke) am Südende der Bahnsteige
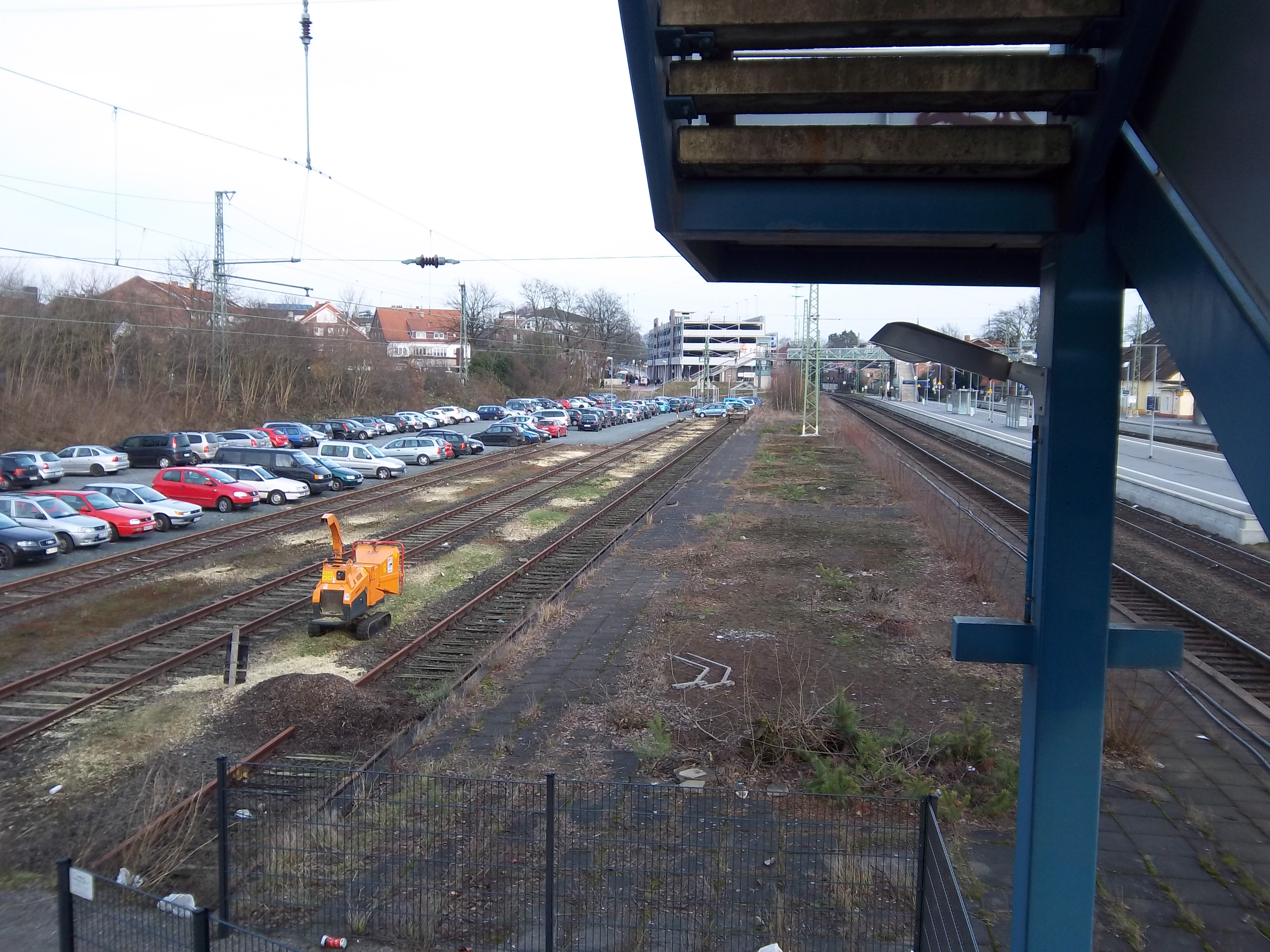
Stillgelegte Bahnanlagen westlich von Gleis 7, die Gleise wurden bereits abgerissen
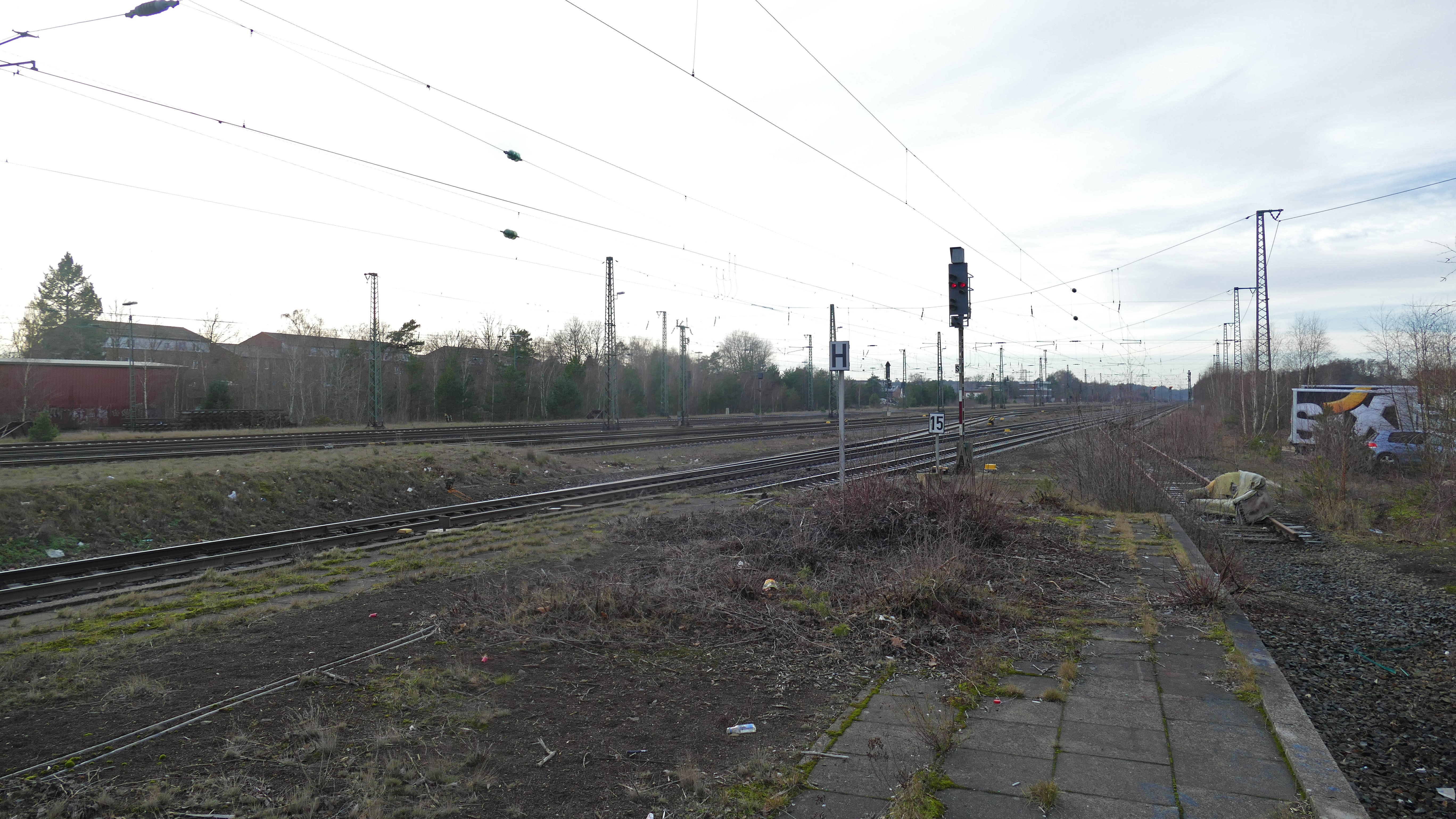
Das Gleisvorfeld des Bahnhofes Buchholz (Nordheide)
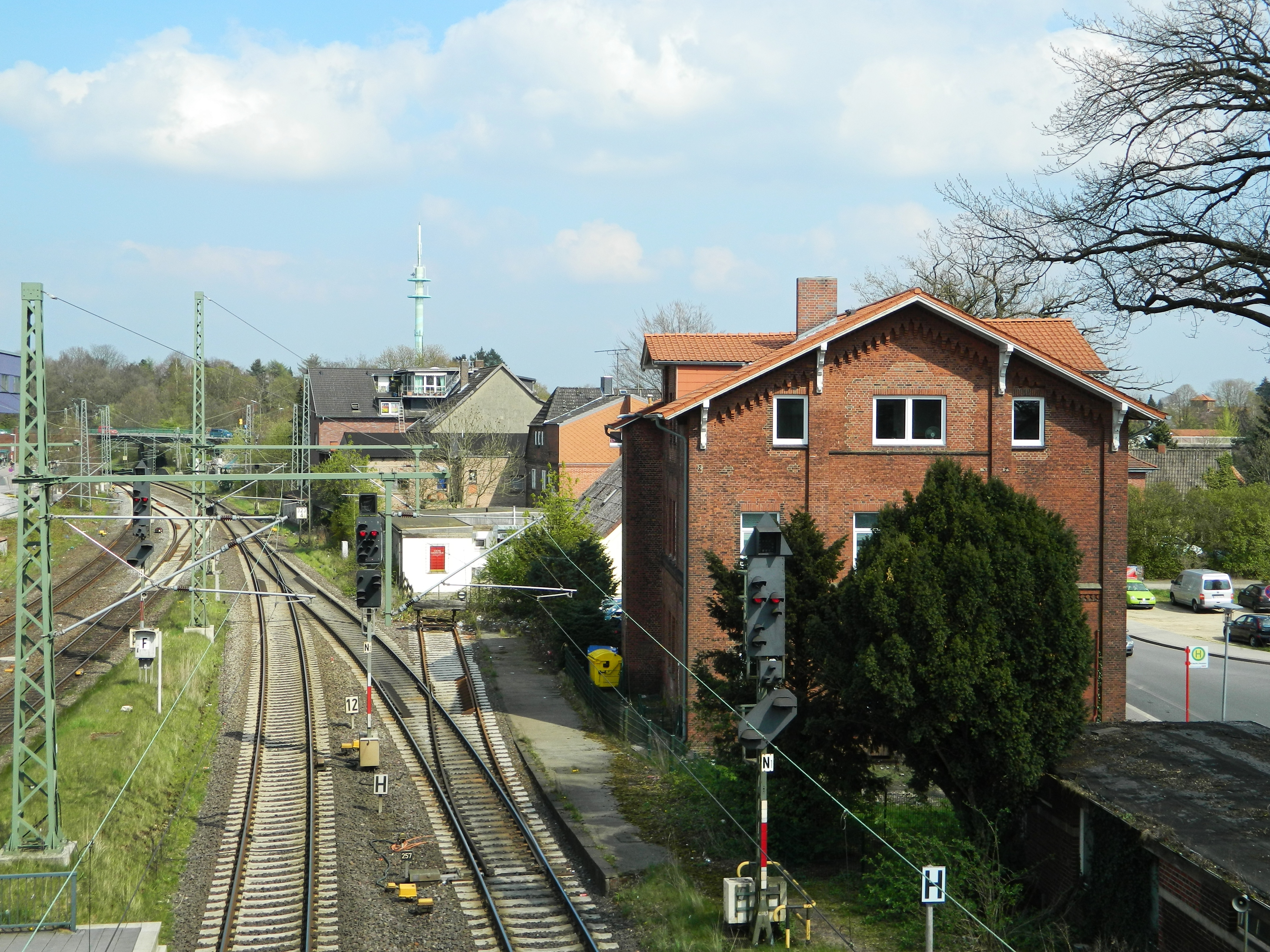
Gleise aus Richtung Hamburg
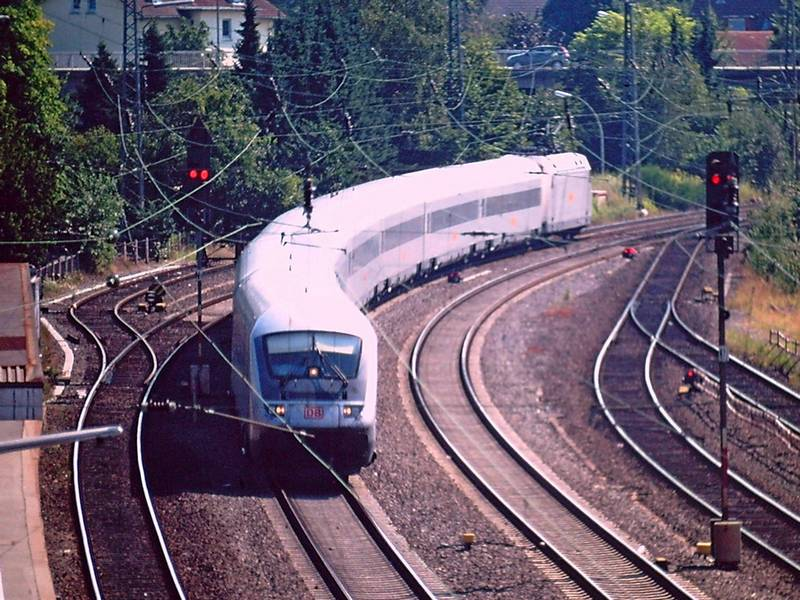
Gleise aus Richtung Maschen
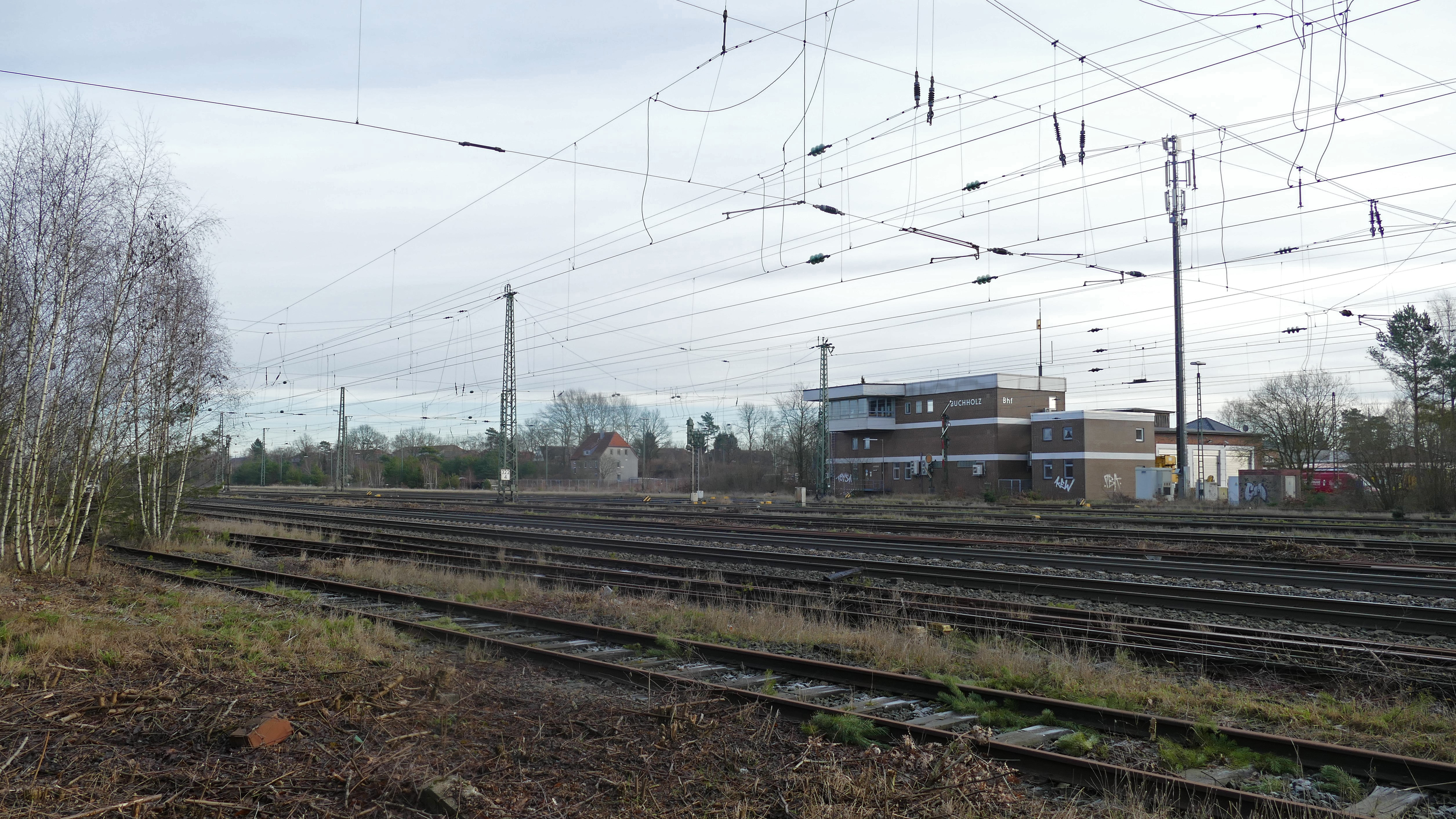
Südliches Gleisvorfeld und Stellwerk